# Драчевица (Нережишћа)
Драчевица је насељено место у саставу општине Нережишћа, на острву Брачу, Сплитско-далматинска жупанија, Република Хрватска.

## Историја
До територијалне реорганизације у Хрватској налазила се у саставу старе општине Брач.

## Становништво
На попису становништва 2011. године, Драчевица је имала 89 становника.
| Број становника по пописима | Број становника по пописима | Број становника по пописима | Број становника по пописима | Број становника по пописима | Број становника по пописима | Број становника по пописима | Број становника по пописима | Број становника по пописима | Број становника по пописима | Број становника по пописима | Број становника по пописима | Број становника по пописима | Број становника по пописима | Број становника по пописима | Број становника по пописима |
| --------------------------- | --------------------------- | --------------------------- | --------------------------- | --------------------------- | --------------------------- | --------------------------- | --------------------------- | --------------------------- | --------------------------- | --------------------------- | --------------------------- | --------------------------- | --------------------------- | --------------------------- | --------------------------- |
| 1857                        | 1869                        | 1880                        | 1890                        | 1900                        | 1910                        | 1921                        | 1931                        | 1948                        | 1953                        | 1961                        | 1971                        | 1981                        | 1991                        | 2001                        | 2011                        |
| 204                         | 271                         | 296                         | 366                         | 450                         | 391                         | 0                           | 317                         | 247                         | 236                         | 188                         | 138                         | 84                          | 103                         | 96                          | 89                          |

Напомена: У 1921. подаци су садржани у насељу Нережишћа.

### Попис1991.
На попису становништва 1991. године, насељено место Драчевица је имало 103 становника, следећег националног састава:
| Попис 1991.‍ | Попис 1991.‍ | Попис 1991.‍ | Попис 1991.‍ | Попис 1991.‍ |
| ----------- | ----------- | ----------- | ----------- | ----------- |
|             |             |             |             |             |
| Хрвати      | Хрвати      |             | 96          | 93,20%      |
| Срби        | Срби        |             | 1           | 0,97%       |
| непознато   | непознато   |             | 6           | 5,82%       |
| укупно: 103 |             |             |             |             |